# Parafia Narodzenia Najświętszej Maryi Panny w Gnojnicach
Parafia Narodzenia Najświętszej Maryi Panny w Glinicach (Gnojnicach) − parafia rzymskokatolicka znajdująca się w archidiecezji lwowskiej w dekanacie Gródek.
Parafia nie posiada własnego proboszcza tylko jest obsługiwana dojazdowo przez proboszcza z parafii Krakowiec.